# حلمي مصطفى البلك
حلمي مصطفي البلك (9 أغسطس 1934 - 10 نوفمبر 2002) كان رئيس قطاع الإذاعة في جمهورية مصر العربية ما بين 8 نوفمبر 1991 إلى 7 أغسطس 1994. ولد في بلدة العريش، وحصل على ليسانس الحقوق عام 1954 من جامعة القاهرة وكان أصغر الخريجين سنا إذ حصل على ليسانس وعمره لم يتجاوز تسعة عشر عاماً ثم تدرب بالمحاماة حتى بلوغه سن 21 عاما في نوفمبر 1955.

## التدرج الوظيفى
التحق بالإذاعة عام 1958 محررا ومذيع نشرات الأخبار بإذاعة صوت العرب فكان يحرر نشرة الأخبار ثم يقرؤها.
كما تولى عدة مناصب قيادية منها محررا للأخبار بالشئون السياسية عام 1958.
ثم نائبا لمدير إذاعة صوت العرب ثم مديرا لها عام 1971 ولكفائته التحق بالتلفزيون المصري إلى جانب عملة الاذاعى في نفس العام كماختير عضواً بالمجلس الشعبى لمحافظة سيناء عام 1971..
وفي عام 1985 تم تعينة نائبا لرئيس شبكة صوت العرب
ثم رئيسا للشبكة عام 1987.وبعد ذلك نائبا لرئيس قطاع الإذاعة عام 1991 ثم رئيسا لها في 8 نوفمبر 1991م وحتى عام 1995.
اختير مستشارا بمجلس الشعب عام 1995
والجدير بالذكر أنة عمل كمراسل اذاعى لدى كافة الدول العربية.

## برامجه في الإذاعة
1. شعب لن يموت
2. الشعب في سيناء
3. بادية العرب
4. حوار مع مستمع
5. ال البيت
6. قالوا عن محمد صلى الله عليه وسلم
7. معالم عربية[1]

## برامجمه في التليفزيون
1. السينما والحرب
2. ربى زدنى علما
3. العالم بين يديك
4. ندوة للرأي
5. حوار مع التائبين[1]

## المؤلفات الدينية
1. حبيب الله
2. الحسن بن على
3. السيدة فاطمة رضى الله عنه
4. سيدنا على بن أبى طالب

بالإضافة إلى العديد من المطبوعات والدراسات الإعلامية والمقالات الصحفية.

## إنجازاته
- قام بعمل وطنى جليل خلال حرب 1967 وحتى نصر أكتوبر عام 1973 حيث قام بالاتفاق مع السلطات المعنية بتوجيه رسائل شفوية للفدائيين داخل الأراضى المحتلة عن طريق برنامج «الشعب في سيناء» لتنفيذ عمليات ضد قوات الاحتلال.[1]

## الجوائز والأوسمة التي حصل عليها
- نال تكريما خاصا من محافظة شمال سيناء.
- نال العديد من شهادات التقدير والأوسمة والجوائز وحصل على درع محافظات مصر كلها.
- نال تكريما خاصا من وزارة الداخلية لجهوده البارزة في محاربة التطرف والإرهاب.
- نال تقديرا من صفوت الشريف وزير الإعلام السابق بمنحه العديد من الجوائز وشهادات التقدير.
- نال تكريماً خاصاً من محافظة شمال سيناء بصفته إبناً من أبنائها.
- منحته حكومة الكويت درعاً تقديراً لدورة البارز في أثناء حرب الخليج.
- وسام العلوم والفنون من الطبقة الأولى من الرئيس حسني مبارك.

## وفاته
- توفى في 10 نوفمبر 2002.[1]